# Raul Santos
Raul Santos (* 1. Juni 1992 in Santo Domingo, Dominikanische Republik) ist ein ehemaliger österreichischer Handballspieler dominikanischer Herkunft.

## Karriere

### Verein

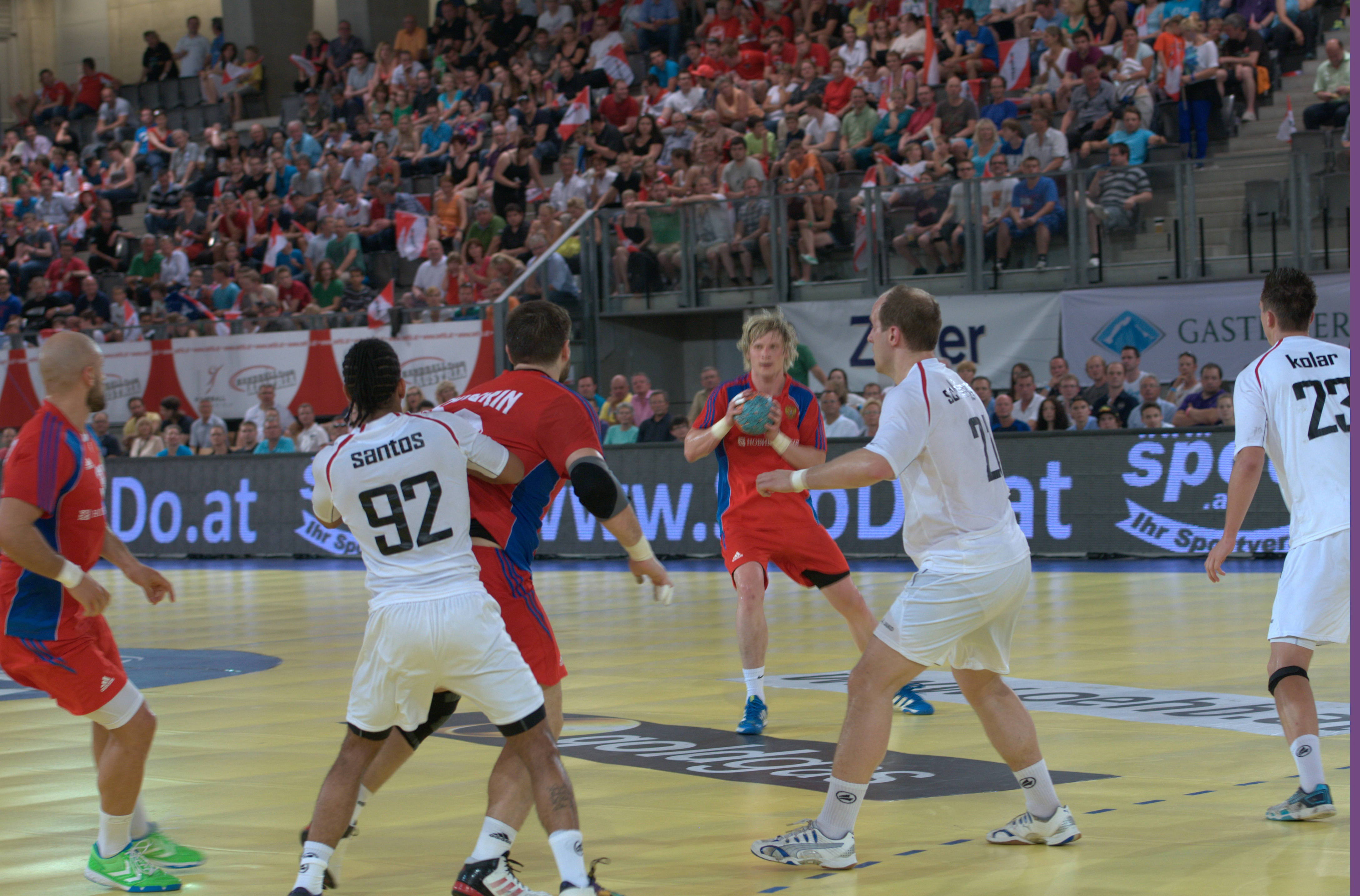
Raul Santos in der Abwehr

Santos kam mit elf Jahren nach Österreich und begann ein Jahr später das Handballspielen bei Union Leoben. Mit dem Verein stieg er 2008 in die höchste österreichische Spielklasse auf. Sowohl in der Saison 2011/12 als auch 2012/13 wurde der Außenspieler Torschützenkönig im Grunddurchgang der Handball Liga Austria. 
Im Januar 2013 unterschrieb Santos einen Vertrag bis 2015 beim deutschen Bundesligisten VfL Gummersbach. Ab Februar 2013 spielte der 1,80 Meter große Linksaußen in Gummersbach. Dennoch wurde er nach 2011/12 auch für die Saison 2012/13 in das All-Star-Team der österreichischen Liga gewählt. Im Oktober 2014 verlängerte er seinen Vertrag beim VfL um zwei Jahre bis 2017. Ab der Saison 2016/17 spielte er beim THW Kiel, mit dem er 2017 den DHB-Pokal gewann. Im Sommer 2018 wechselte er zum SC DHfK Leipzig. Dort lief es für ihn sportlich nicht gut. So wurde er aufgrund seiner Leistungen zwischendurch in die zweite Mannschaft in die 3. Liga versetzt. Zu Beginn der Saison 2019/20 stand er nicht im Bundesligakader des SC DHfK, wurde dann aber wieder eingesetzt, weil Positionskollege Esche sich schwer verletzte. Für die Leipziger erzielte er in 36 Spielen 37 Tore, davon fünf Siebenmeter.
Zur Saison 2020/21 kehrte Santos zum VfL Gummersbach zurück, wo er einen Zweijahresvertrag unterschrieb. Ab der Saison 2022/23 stand er beim österreichischen Erstligisten BT Füchse unter Vertrag. Im Sommer 2025 beendete er seine Karriere.

### Nationalmannschaft
Mit 18 Jahren debütierte Raul Santos in der österreichischen Nationalmannschaft, mit der er an der Europameisterschaft 2014 und der Weltmeisterschaft 2015 teilnahm.

## Saisonbilanzen

### HLA
| Saison    | Verein       | Spielklasse | Tore | 7-Meter       | Feldtore |
| --------- | ------------ | ----------- | ---- | ------------- | -------- |
| 2008/09   | Union Leoben | HLA         | 87   | 2/3           | 85       |
| 2009/10   | Union Leoben | HLA         | 143  | 0/0           | 143      |
| 2010/11   | Union Leoben | HLA         | 167  | 6/11          | 161      |
| 2011/12   | Union Leoben | HLA         | 255  | 60/78         | 195      |
| 2012/13   | Union Leoben | HLA         | 139  | 22/31         | 117      |
| 2008–2013 | gesamt       | HLA         | 791  | 90/123 (73 %) | 701      |

### Bundesliga
| Saison    | Verein          | Spielklasse | Spiele | Tore | 7-Meter | Feldtore |
| --------- | --------------- | ----------- | ------ | ---- | ------- | -------- |
| 2012/13   | VfL Gummersbach | Bundesliga  | 12     | 29   | 0       | 29       |
| 2013/14   | VfL Gummersbach | Bundesliga  | 33     | 190  | 49      | 141      |
| 2014/15   | VfL Gummersbach | Bundesliga  | 36     | 253  | 82      | 171      |
| 2015/16   | VfL Gummersbach | Bundesliga  | 17     | 105  | 46      | 59       |
| 2016/17   | THW Kiel        | Bundesliga  | 20     | 40   | 7       | 33       |
| 2017/18   | THW Kiel        | Bundesliga  | 15     | 31   | 0       | 31       |
| 2018/19   | SC DHfK Leipzig | Bundesliga  | 19     | 25   | 5       | 20       |
| 2019/20   | SC DHfK Leipzig | Bundesliga  | 17     | 12   | 0       | 12       |
| 2012–2020 | gesamt          | Bundesliga  | 169    | 685  | 189     | 496      |

Quelle: Spielerprofil bei der Handball-Bundesliga